# Termitele...
Termitele... este o operă literară scrisă de Ion Luca Caragiale despre viața termitelor. 